# كين كراندال
كين كراندال (بالإنجليزية: Ken Crandall)‏ هو مدير فني أمريكي، ولد في 6 نوفمبر 1967.